# Canottaggio ai Giochi della IV Olimpiade - Singolo maschile
La competizione del singolo maschile dei Giochi della IV Olimpiade si è svolta al Henley Royal Regatta Course a Henley-on-Thames dal 28 al 31 luglio 1908.
A ogni regata prendevano parte due equipaggi. Ai perdenti delle semifinali è stata assegnata la medaglia di bronzo ex aequo.

## Risultati

### Turno preliminare
Si disputò un turno preliminare il giorno 28 luglio.
| Pos. | Equipaggio        | Nazione  | Tempo  |
| ---- | ----------------- | -------- | ------ |
| 1    | Bernhard von Gaza | Germania | 9:35.0 |
| 2    | Ernő Killer       | Ungheria | DNF    |

### Quarti di finale
Si disputarono il giorno 29 luglio.
| Pos. | Equipaggio        | Nazione  | Tempo  |
| ---- | ----------------- | -------- | ------ |
| 1    | Bernhard von Gaza | Germania | 9:47.0 |
| 2    | Lou Scholes       | Canada   | ND     |

| Pos. | Equipaggio      | Nazione  | Tempo   |
| ---- | --------------- | -------- | ------- |
| 1    | Károly Levitzky | Ungheria | 10:08.0 |
| 2    | Gino Ciabatti   | Italia   | ND      |

| Pos. | Equipaggio        | Nazione     | Tempo   |
| ---- | ----------------- | ----------- | ------- |
| 1    | Harry Blackstaffe | Regno Unito | 10:03.0 |
| 2    | Walter Bowler     | Canada      | DNF     |

| Pos. | Equipaggio          | Nazione     | Tempo   |
| ---- | ------------------- | ----------- | ------- |
| 1    | Alexander McCulloch | Regno Unito | 10:08.0 |
| 2    | Jozef Hermans       | Belgio      | ND      |

### Semifinali
Si disputarono il giorno 30 luglio.
| Pos.   | Equipaggio          | Nazione     | Tempo   |
| ------ | ------------------- | ----------- | ------- |
| 1      | Alexander McCulloch | Regno Unito | 10:22.0 |
| Bronzo | Károly Levitzky     | Ungheria    | ND      |

| Pos.   | Equipaggio        | Nazione     | Tempo   |
| ------ | ----------------- | ----------- | ------- |
| 1      | Harry Blackstaffe | Regno Unito | 10:14.0 |
| Bronzo | Bernhard von Gaza | Germania    | DNF     |

### Finali
Si disputò il giorno 31 luglio.
| Pos.    | Atleta              | Nazione     | Misura |
| ------- | ------------------- | ----------- | ------ |
| Oro     | Harry Blackstaffe   | Regno Unito | 9:26.0 |
| Argento | Alexander McCulloch | Regno Unito | ND     |